# Bashkim Shehu
Bashkim Shehu   (Tirana, 22 de juny de 1955) és un escriptor i traductor albanès.

## Biografia
De 1975 a 1980, va estudiar arts liberals a la Universitat de Tirana. Fins al 1981, va treballar com a guionista a Kinostudio Shqipëria e Re. En aquell moment el seu pare, Mehmet Shehu, era el primer ministre d'Albània i un dels principals candidats per substituir Enver Hoxha. Aquesta connexió li va permetre accedir a obres literàries prohibides pel règim comunista. La seva exposició a aquestes obres va motivar la seva decisió de convertir-se en escriptor. La seva primera obra va aparèixer el 1977 i, fins al 1981, va treballar com a guionista al Kinostudio Shqipëria e Re.
Aquell any, Hoxha va acusar el seu pare de ser un agent estranger. L'ancià Shehu va ser trobat mort al desembre i Bashkim va ser condemnat a deu anys de presó per distribuir propaganda subversiva. L'any 1989, la seva condemna es va reduir a vuit anys, però encara va quedar sota arrest domiciliari després de sortir de la presó de Spaç. La seva llibertat va ser restaurada quan el govern comunista va caure el 1991. Va tornar a la seva posició al Kinostudio (ara "Albfilm") i hi va romandre fins al 1993, quan va marxar a Hongria per estudiar sociologia a la Universitat de Budapest.
En tornar a Tirana, es va convertir en monitor de la Federació Internacional de Hèlsinki pels Drets Humans. L'any 1997, durant els disturbis albanesos, es va autoexiliar i es va establir a Barcelona, on encara resideix. Després de deu anys d'assessor del Centre de Cultura Contemporània de Barcelona, esdevé escriptor autònom. Ell i la seva companya, Edlira Hoxholli, també tradueixen obres en anglès, espanyol i francès a l'albanès.
Ha escrit més d'una dotzena de llibres de narrativa llarga i breu. Alguns d'aquests llibres estan traduïts de l'albanès (llengua materna, en la qual aquest autor escriu) a diversos idiomes. En català està traduïda la seva novel·la L'últim viatge d'Ago Ymeri (Barcelona: Editorial Meteora, 2001), en paral·lel amb la publicació en castellà.
El seu treball en diverses claus estilístiques com a escriptor l'ha ajudat en la feina de traducció literària (ficció narrativa), a la qual s'ha dedicat cada vegada més els últims anys, després d'una experiència de traducció de llibres de filosofia, ciència social i ciència política. A part del català, és traductor d'anglès, francès i castellà. Ha traduït recentment a l'albanès la novel·la Senyoria, de Jaume Cabré, i actualment està treballant en la traducció de Maletes perdudes, de Jordi Puntí.
Ha rebut diversos premis a Albània per la seva obra literària, i un premi per la millor traducció de l'any en albanès, del llibre de Karl Wittfogel Oriental Despotism (2001). La seva novel·la Angelus Novus va ser finalista del premi Balcans pel llibre de l'any dels Balcans el 2008.
Viu a Catalunya des de 1997, quan va ser acollit per la ciutat de Barcelona en el marc del programa Ciutats Refugi, del Parlament Internacional d'Escriptors. Va treballar per al PIE entre 1998 i 2000. Des del 2001 treballa com a assessor del director del CCCB.